# Heterostegane cararia
Heterostegane cararia är en fjärilsart som beskrevs av Jacob Hübner 1790. Heterostegane cararia ingår i släktet Heterostegane och familjen mätare. Inga underarter finns listade i Catalogue of Life.